# Дуайен, Жинетта
Жине́тта Дуайе́н (фр. Ginette Doyen, полное имя Женевьева, в замужестве Фурнье; 10 июля 1921, Монсо-ле-Мин, департамент Сона и Луара — 27 августа 2002, Кан) — французская пианистка и педагог.

## Биография
Очень рано проявила музыкальную одарённость: первый концерт дала в 7 лет. В 1932—1935 гг. училась в Парижской консерватории, ученица Лазара Леви и Жана Галлона. В 1939 году заняла второе место на Конкурсе пианистов имени Габриэля Форе в Люксембурге.
С началом войны переселилась в Тулузу и Марсель, в 1942 году вернулась в Париж. Выступала с крупнейшими оркестрами в Великобритании, Германии, Австрии, Испании, Бельгии, Италии, Португалии, Ирландии, Швейцарии, Дании, Швеции, а также в США, Японии, ЮАР и других странах. Часто играла дуэтом со своим мужем, скрипачом Жаном Фурнье (1911—2003), братом виолончелиста Пьера Фурнье.
После неудачно вылеченного перелома большого пальца правой руки была вынуждена отказаться от выступлений в начале 1970-х годов. Занималась преподаванием во Франции и за рубежом. Сохранилось небольшое количество её записей — сольных и в дуэте с мужем.

## Репертуар
В репертуаре исполнительницы были Бах, Гендель, Моцарт, Бетховен, Шопен, Мендельсон, Лист, Григ, Франк, Г. Форе, Шабрие, а также Равель, Дебюсси, Стравинский, Гершвин, Ибер, Мессиан, Дютийё и др.
Первой осуществила полные записи «Песен без слов» Феликса Мендельсона (1952—1953) и Десяти пьес Эмманюэля Шабрие. Среди других заметных записей Дуайен, вошедших в полное собрание, перевыпущенное на 11 компакт-дисках, — произведения Фридерика Шопена и Габриэля Форе.

## Признание
Кавалерственная дама ордена «За заслуги» и ордена Искусств и литературы.